# Robert De Niro (peintre)
Pour les articles homonymes, voir Robert De Niro et De Niro.
Robert De Niro, dit Robert De Niro Sr., né le 3 mai 1922 à Syracuse (État de New York) et mort le 3 mai 1993 à New York, est un peintre, lithographe, sculpteur et poète américain. Il est le père de l'acteur Robert De Niro.

## Biographie
Robert De Niro est, en 1939, l'élève d'Hans Hofmann, artiste allemand émigré. Il a une relation amoureuse de jeunesse avec Robert Duncan.
En 1946, la milliardaire collectionneuse et mécène Peggy Guggenheim lui consacre une exposition personnelle dans sa galerie Art of this Century (en).
Dans les années 1960, De Niro vit plusieurs années en France, en particulier à Paris, où il est venu revisiter la tradition européenne de grands peintres comme Henri Matisse, Édouard Manet, Paul Gauguin ou Pierre Bonnard. Il vient, pendant quatre ans, chercher « de nouvelles inspirations ». Il explore la campagne française, comme en témoigne le tableau Vue de ma fenêtre peint en 1963 dans le village de Saint-Just-en-Chevalet, dans les monts de la Madeleine, dans le nord-est de la Loire.
Il meurt le 3 mai 1993 à New York, le jour de son 71e anniversaire.

## Œuvre
L'œuvre picturale de De Niro n'a pas connu le succès de son vivant. Sa peinture, notamment influencée par Henri Matisse, est animée par la couleur et par les formes dans des compositions figuratives, des paysages agités par la lumière ou des natures mortes.
Il est l'auteur du recueil de poèmes A fashionable watering place, publié en 1976.

## Expositions
Son fils Robert De Niro et le galeriste new-yorkais Lawrence Salander (en) (avant son arrestation) défendent le travail pictural de Robert De Niro père depuis plusieurs années. En juin 2005, 56 œuvres sont exposées à Roubaix au musée de La Piscine, pour la première rétrospective jamais présentée en Europe.
Une exposition lui est consacrée au musée Matisse de Nice du 8 mars au 31 mai 2010.

## Hommages
Il était une fois le Bronx, film réalisé en 1993 par son fils Robert De Niro, lui est dédié.